# Sky Ireland
Sky Ireland Limited, parte del gruppo Sky, è una società di telecomunicazioni nella Repubblica d'Irlanda. Fornisce accesso a servizi televisivi, a internet ed è anche un operatore telefonico.
Gli abbonati di Sky che risiedono in Irlanda hanno un numero più ristretto di canali, comparati a quelli disponibili nell'Irlanda del Nord o in Gran Bretagna. I canali nazionali come RTÈ One, RTÈ Two, TV3, TG4 e 3e sono disponibili a tutti i clienti irlandesi ma non disponibili con altri decoder.
Ad ogni modo solo BBC Irlanda del Nord e Channel 4 sono disponibili agli abbonati irlandesi. Canali gratuiti come quelli di ITV o BBC Three, BBC Four, BBC News e Channel 5 possono essere visibili solo nella categoria Altri Canali. Dal momento che però sono solo disponibili in questa categoria, per gli abbonati irlandesi non è possibile registrare programmi da questi canali attraverso i decoder Sky+ o Sky+ HD.